# Red (King-Crimson-Album)
Red ist das siebte Studioalbum der britischen Progressive-Rock-Band King Crimson. Nach der Veröffentlichung dieses Albums und einer abschließenden Tour löste Robert Fripp die Band vorerst auf.

## Entstehung
Im Jahr 1974 war Robert Fripp das letzte verbliebene Gründungsmitglied von King Crimson, die nach dem Ausstieg von Violinist David Cross nur noch als Trio (Fripp, Bill Bruford, John Wetton) bestanden. Der psychedelische, weitgehend harmonische Klang der ersten Alben – mit wenigen Ausnahmen wie 21st Century Schizoid Man vom Debütalbum – hatte bereits auf Islands von 1971 seinen Höhepunkt erreicht.
King Crimson, die sich seit ihrer Gründung im Jahr 1969 einen Ruf als hervorragende Liveband erworben hatten, begannen mit dem folgenden Album Larks’ Tongues in Aspic (1973), die Energie ihrer Liveauftritte auch auf ihre Studioalben zu übertragen.
Red ist das letzte Album dieser vergleichsweise experimentellen Phase der Band, die sich erst 1981 mit dem am New Wave orientierten Album Discipline wieder zusammenfand.
Erstmals seit seinem Ausstieg im Jahr 1969 war an diesem Album auch Ian McDonald wieder beteiligt.

## Trivia
Starless, das letzte Stück, ist, ebenso wie das Vorgängeralbum Starless and Bible Black, nach einem Text des Dichters Dylan Thomas benannt.

## Titelliste
Seite A:
1. Red (Robert Fripp) – 6:16
2. Fallen Angel (John Wetton, Richard Palmer-James) – 5:58
3. One More Red Nightmare (Fripp, Wetton) – 7:07
Seite B:
4. Providence (David Cross, Fripp, Wetton, Bill Bruford) – 8:06
5. Starless (Cross, Fripp, Wetton, Bruford, Palmer-James) – 12:18
40th Anniversary Edition
Im Jahr 2009 erschien im Rahmen der 40th Anniversary Series eine Box mit einer Audio-CD und einer DVD-Audio. Die Audio-CD enthält die Titel der Originalveröffentlichung und die Bonus-Titel Red Trio version, Fallen Angel Trio version instrumental und Providence Full version. Die Audio-DVD enthält alle Titel der Audio-CD plus den Titel A Voyage to the Centre of the Cosmos im hochaufgelösten Stereoformat und im Mehrkanalformat DTS 5.1 bzw. MLP Lossless 5.1 Surround. Zusätzlich findet sich auf der DVD ein Video einer Radioaufnahme des französischen ORTF vom 22. März 1974 mit den Titeln Larks' Tongues in Aspic, Part II, The Night Watch, Lament und Starless.

## Rezeption
Im Juni 2015 wählte das renommierte Fachblatt Rolling Stone das Album auf Platz 15 der 50 besten Progressive-Rock-Alben aller Zeiten.
Pitchfork Media führt es auf Platz 72 der 100 besten Alben der 1970er Jahre.